# Solo tú
Solo tú es una comedia de género romántico estrenada en 1994, dirigida por Norman Jewison y protagonizada por Marisa Tomei y Robert Downey Jr.

## Sinopsis
La protagonista de la historia es Faith Corvatch (Marisa Tomei), una hermosa joven que desde niña creyó firmemente estar destinada a casarse con "Damon Bradley", su alma gemela, ya que en su infancia una tabla de ouija le reveló el nombre de su predestinada media naranja.
El tiempo pasó y Faith tiene de novio a Dwayne, un podólogo con una personalidad un tanto aburrida. Faith y Dwayne están prometidos, a pesar de las inseguridades de ella frente a su relación. Al mismo tiempo su mejor amiga y cuñada, Kate (Bonnie Hunt) se siente completamente desilusionada con su matrimonio y cree que Larry (Fisher Stevens), su marido y hermano de Faith, tiene un romance con otra mujer. 
En el momento en que Faith está con Kate en su departamento probándose su vestido de novia, recibe una llamada telefónica para su futuro esposo. Quien llama es Damon Bradley, que se encuentra en el aeropuerto rumbo a Venecia. Faith queda atónita y decide ir al aeropuerto a toda prisa, aún vestida de novia. Cuando llega el avión ya ha partido, pero ella está empeñada en conocerlo, argumentando que si deja pasar este momento que el destino le ha deparado, lo lamentará en el futuro. Decide viajar a Italia en el siguiente vuelo, acompañada por Kate, quien se niega a dejarla sola en su disparatada idea de perseguir un nombre. Ya en Italia, las circunstancias las llevarán de Venecia a Roma a través de la Toscana y de la ciudad eterna a Positano, en el sur del país. Lo que Faith no puede imaginarse es que en ese viaje inesperado conocerá al verdadero gran amor de su vida.
- Datos: Q1540554